# Vesioli (Kamennomostski, Maikop, Adiguesia)
Vesioli (del ruso: Веселый) es un jútor del raión de Maikop en la república de Adiguesia de Rusia. Está 28 km al sur de Tulski y 40 km al sur de Maikop, la capital de la república. Tenía 15 habitantes en 2010.
Pertenece al municipio Kamennomostskoye.